# Burmantis
Burmantis – wymarły rodzaj modliszek, znany z kredy.
Rodzaj ten wprowadził w 2003 roku David Grimaldi, umieszczając w nim dwa opisane w tej samej pracy gatunki: B. asiatica i B. lebanensis. Tego pierwszego wyznaczył gatunkiem typowym. Nazwa rodzajowa jest połączeniem nazwy Birmy, skąd pochodzi holotyp gatunku typowego, oraz sufiksu mantis, charakterystycznego dla całego rzędu modliszek. Trzeci gatunek, B. zherikhini, opisali w 2016 Xavier Delclós i inni. Wszystkie znalezione zostały w bursztynie pochodzącym z kredy, z przedziału od barremu do dolnego cenomanu. Wspomniani autorzy nie przyporządkowali rodzaju do żadnej ze znanych rodzin, a w 2006 Gorochov umieszczał go nawet w obrębie Dictyoptera, poza modliszkami. Analiza filogenetyczna przeprowadzona w 2016 przez zespół Delclósa wskazuje na jego bliskie pokrewieństwo z rodzajem Aragonimantis.
Cechy diagnostyczne rodzaju odnoszą się głównie do budowy przedniej pary odnóży. Ich udo ma delikatnie owłosioną bruzdę brzuszną, trzy długie kolce na krawędzi brzuszno-bocznej oraz szczoteczkę złożoną z niełuskowatych szczecinek. Na brzuszno-środkowy rządek kolców uda składa się 5 do 6 krótkich, tęgich kolców, pomiędzy którymi leżą krótsze kolce. Grube kolce w rzędzie środkowym goleni zwiększają rozmiary w kierunku odsiebnym. Dwie grube, kolcopodobne szczecinki osadzone są na szczycie goleni. Sama goleń jest nieco krótsza niż nasadowy człon stopy.